# Hervé Robert Thuet
Pour les articles homonymes, voir Thuet.
Hervé Robert Thuet, né le 3 février 1971, est un coureur cycliste français. Spécialiste de la vitesse, il a été médaillé d'argent de la vitesse par équipes aux championnats du monde de 1995 à Bogota avec Benoît Vêtu et Florian Rousseau, et médaillé de bronze l'année suivante à Manchester avec Rousseau et Laurent Gané.

## Palmarès

### Championnats du monde
- Bogota 1995
  -  Médaillé d'argent de la vitesse par équipes
- Manchester 1996
  -  Médaillé de bronze de la vitesse par équipes

### Coupe du monde
- 1995
  - 1er de la vitesse par équipes à Athènes
- 1996
  - 2e du kilomètre à La Havane
- 1997
  - 2e de la vitesse par équipes à Trexlertown
  - 3e du kilomètre à Cali
- 1998
  - 1er du kilomètre à Hyères
  - 1er de la vitesse par équipes à Hyères
- 1999
  - 1er du kilomètre à Mexico
- 2000
  - 1er du kilomètre à Moscou
- 2001
  - 2e du kilomètre à Cali
  - 3e du kilomètre Szczecin
- 2002
  - 3e du kilomètre à Cali